# Georg von Groeling-Müller
Georg von Groeling-Müller (* 15. April 1927 in Karolinenhof in Ostpreußen; † 22. Mai 2023 in Bremen) war ein deutscher Pädagoge, Politiker der FDP und Bremer Bürgerschaftsabgeordneter.

## Biografie

### Ausbildung und Beruf
Groeling-Müller kam nach der Vertreibung aus Ostpreußen 1945 mit seiner Familie nach Bremen-Nord.

Er wurde Diplomhandelslehrer und arbeitete als Studienrat an einer berufsbildenden Schule in Bremen-Nord und danach als Schulleiter im Berufsbildungswerk des Reichsbundes in Bremen.
Groeling-Müller war verheiratet und hat einen Sohn und eine Tochter.

### Politik
Groeling-Müller beantragte am 26. Januar 1944 die Aufnahme in die NSDAP und wurde zum 20. April desselben Jahres aufgenommen (Mitgliedsnummer 9.916.781). Später trat er der RSF und 1957 der FDP bei. Von 1968 bis 1970 war er Kreisvorsitzender der FDP Bremen-Nord.
Er gehörte von 1967 bis 1971, von 1975 bis 1979 und von November 1982, als er für Karl Holl nachrückte, bis 1983 der Bremischen Bürgerschaft an und war in verschiedenen Deputationen und Ausschüssen der Bürgerschaft tätig. Von 1975 bis 1979 war er Stellvertretender Vorsitzender des nichtständigen Ausschusses für das Bremische Hochschulgesetz.

### Weitere Mitgliedschaften
- Von 1987 bis 1991 gehörte er dem Landesbeirat Kunst im öffentlichen Raum des Landes Bremen an.
- Er war von 1991 bis 2008 Vorsitzender der Liberalen Gesellschaft Bremen.
- Er war Ehrenvorsitzender des Kreisverbandes des Sozialverbandes Deutschland in Bremen-Nord.
- Er war Vorsitzender des Vereins der Freunde und Förderer des Atelierhauses Rösler Kröhnke.
- Er war von 2006 bis 2022 stellv. Vorsitzender der Landsmannschaft Ost und Westpreußen in Bremen.